# 6197 Taracho
6197 Taracho eller 1992 AB1 är en asteroid i huvudbältet som upptäcktes den 10 januari 1992 av de båda japanska astronomerna Shigeru Inoda och Takeshi Urata i Karasuyama. Den är uppkallad efter den japanska staden Tara.
Asteroiden har en diameter på ungefär 4 kilometer och den tillhör asteroidgruppen Vesta.